# Atomic Tom
Atomic Tom é uma banda de rock formada em Brooklyn, Nova York.

## História
Em janeiro de 2010 a banda assinou contrato com a Universal Republic Records. A banda ganhou fama internacional depois de terem executado o single "Take Me Out" em quatro iPhones no metrô de Nova York (Trem B). O argumento ficcional do vídeo é que os instrumentos da banda foram roubados e que eles improvisaram com seus iPhones. O primeiro álbum da banda, público, "The Moment", estreou no iTunes, Amazon, e todas as lojas virtuais em 27 de julho de 2010. A cópia física tornou-se disponível nas lojas em novembro de 2010. A estreia da banda, o EP, "AAnthems For The Disillusioned", foi lançado em 2005 e continha cinco músicas. Em 2007 a banda lançou seu single "You Always Get What You Want ". O único lado-B "Play That Girl Dirty". Em fevereiro de 2011, a banda gravou um vídeo da música para o filme de 80 "Take Me Home Tonight", estrelado por Topher Grace, Anna Faris e Teresa Palmer, que será lançado em março de 2011.

## Membros
- Luke White - guitarra e vocal
- Eric Espiritu - guitarra
- Philip Galitzine - baixo
- Tobias Smith - bateria